# Serinus pusillus
El serín frentirrojo (Serinus pusillus) es una especie de ave paseriforme de la familia Fringillidae propia de Asia. Se reconoce por su característica frente roja y el resto del plumaje pardo. La hembra tiene un rojo menos intenso que el macho.
Se extiende desde Turquía y la de la región del Cáucaso, por las de Asia Central hasta el centro del Himalaya.

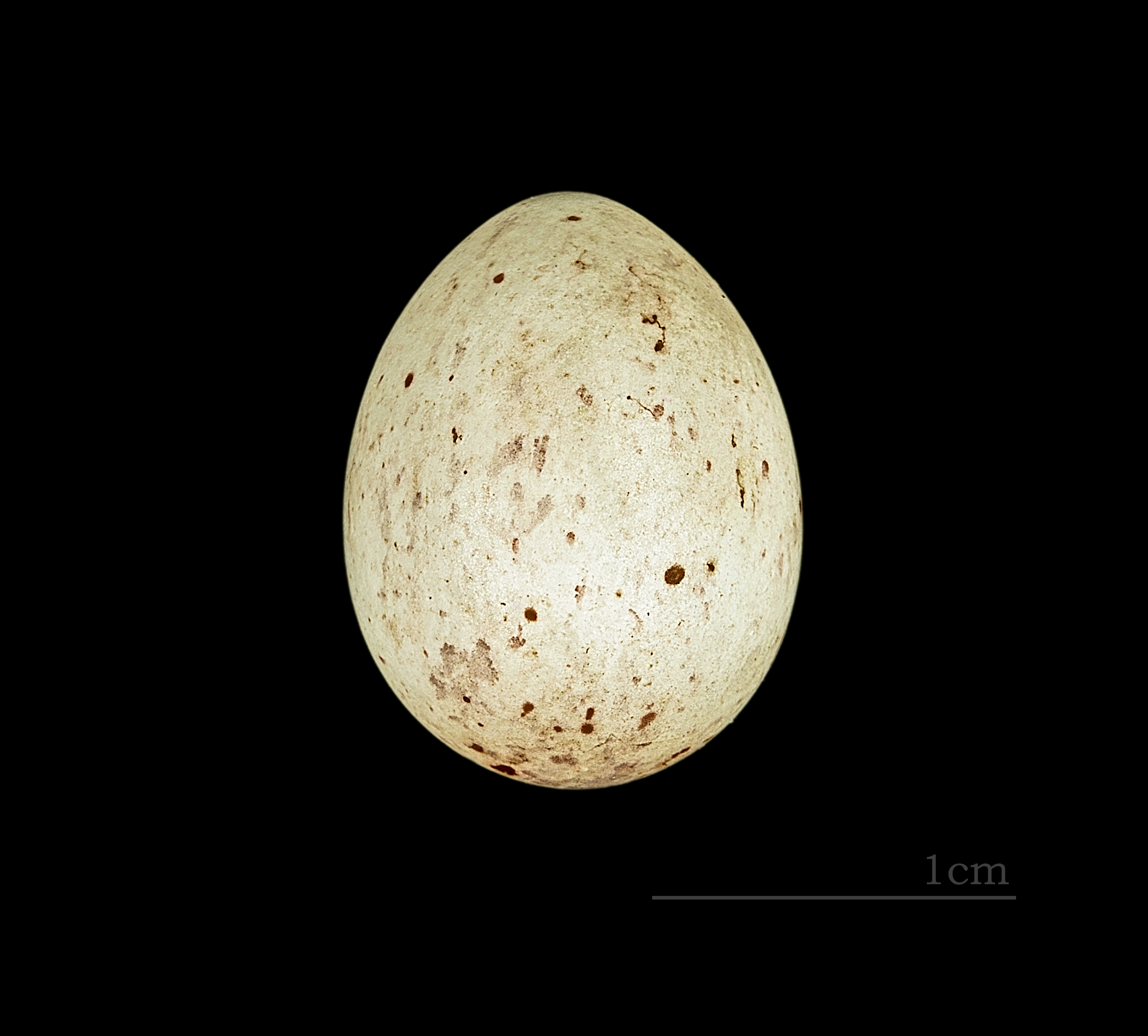
Serinus pusillus